# Libnotes (Goniodineura) familiaris
Libnotes (Goniodineura) familiaris is een tweevleugelige uit de familie steltmuggen (Limoniidae). De soort komt voor in het Oriëntaals gebied.